# Менемен (блюдо)
Менемен (тур. Menemen) — традиционное турецкое блюдо, которое включает яйца, помидоры, сладкий зелёный перец и специи, такие как молотый чёрный и сушёный красный перец, приготовленные на оливковом или подсолнечном масле. Также могут быть добавлены белый турецкий рассольный сыр Beyaz peynir и мясные изделия, такие как суджук или бастурма. Менемен обычно едят на завтрак и подают с хлебом. Его название происходит от маленького городка Менемен в провинции Измир.

## Приготовление
Помидоры следует нарезать мелкими кубиками или натереть на терке. Тертые и нарезанные кубиками помидоры также можно смешивать вместе, в зависимости от предпочтительной текстуры повара. Если используется лук, его следует добавить в сковороду с зелёным перцем чили и обжарить на разогретом сливочном или растительном масле. Можно добавить перец алеппо.
Добавление лука обсуждается и чаще встречается, когда менемен едят не на завтрак, а в качестве основного блюда. Некоторые турецкие повара настаивают на том, что настоящий менемен не может быть приготовлен без лука. В 2018 году турецкий кулинарный критик Ведат Милор запустил опрос в Твиттере, чтобы разрешить дискуссию о луке в менемене. Опрос стал популярным, проголосовало 437 657 человек. Фракция лука одержала шаткую победу, набрав 51 % голосов.
Суджук можно добавлять в сковороду после того, как перец станет мягким. Это придает маслу аромат; суджук можно снять со сковороды перед добавлением помидоров, чтобы избежать переваривания, но в этом нет необходимости. Помидоры должны стать очень мягкими, а при добавлении яиц смесь не должна быть слишком водянистой. Яйца можно взбить вместе с солью, перцем и любыми свежими травами или добавить прямо в сковороду. Если используется бастурма, её добавляют в сковороду с яйцами.
Сыр Кашар или другой белый сыр можно при желании добавить поверх яиц в конце приготовления вместе со свежими травами или зелёным луком. Обычно блюдо подают на сковороде с двумя ручками, известной как sahan, вместе со свежим хлебом.
Некоторые варианты могут включать грибы или фарш из баранины
По вкусу могут быть добавлены различные специи, в том числе тмин, перец, мята и тимьян.